# Norstedts Juridik
Norstedts Juridik är en del av Karnov Group och är en utgivare och leverantör av juridiska verktyg och tjänster. Företaget står bakom Juno, en av Sveriges största juridiska informationstjänster. Norstedts Juridik ger ut lagboken Sveriges Rikes Lag, lagkommentarer i Gula respektive Blå biblioteket, litteratur i rödvita serien samt över 100 andra juridiska titlar årligen.
Sedan januari 2018 ägs Norstedts Juridik av Karnov Group.

## Fritzes
I Norstedts Juridik ingår Fritzes Offentliga Publikationer, som förmedlar samhälls- och rättsinformation från riksdag, departement och myndigheter. Tidigare var Fritzes en bokhandel på Regeringsgatan i Stockholm.

## Ägare
Tidigare var Norstedts Juridik ett dotterbolag till Liber, men 1993 köptes Liberkoncernen upp av den nederländska förlagskoncernen Wolters Kluwer, med kärnverksamhet inom juridik, skatt, ekonomi, offentlig förvaltning och medicin. Sedan januari 2018 ägs Norstedts Juridik av Karnov Group.